# Lambang Kuning
Lambang Kuning is een bestuurslaag in het regentschap Nganjuk van de provincie Oost-Java, Indonesië. Lambang Kuning telt 2879 inwoners (volkstelling 2010).